# Verbandsgemeinde Simmern-Rheinböllen
La comunità amministrativa Simmern-Rheinböllen (Verbandsgemeinde Simmern-Rheinböllen) si trova nel circondario di Reno-Hunsrück nella Renania-Palatinato, in Germania.
La comunità amministrativa è stata costituita il 1º gennaio del 2020 dall'unione delle comunità amministrative di Rheinböllen e Simmern/Hunsrück e comprende 44 comuni.

## Comuni
Fanno parte della comunità amministrativa i seguenti comuni:
| Comune, città                        | Sup. (km²) | Abitanti |
| ------------------------------------ | ---------- | -------- |
| Altweidelbach                        | 4,10       | 273      |
| Argenthal                            | 28,52      | 1 661    |
| Belgweiler                           | 3,34       | 202      |
| Benzweiler                           | 3,19       | 207      |
| Bergenhausen                         | 2,68       | 115      |
| Biebern                              | 4,10       | 284      |
| Bubach                               | 7,10       | 234      |
| Budenbach                            | 3,51       | 192      |
| Dichtelbach                          | 5,38       | 612      |
| Ellern (Hunsrück)                    | 9,36       | 897      |
| Erbach                               | 1,97       | 280      |
| Fronhofen                            | 3,71       | 234      |
| Holzbach                             | 5,03       | 543      |
| Horn                                 | 6,86       | 341      |
| Keidelheim                           | 2,72       | 331      |
| Kisselbach                           | 9,13       | 595      |
| Klosterkumbd                         | 7,33       | 272      |
| Külz (Hunsrück)                      | 6,92       | 472      |
| Kümbdchen                            | 3,21       | 505      |
| Laubach                              | 10,02      | 437      |
| Liebshausen                          | 5,85       | 504      |
| Mengerschied                         | 9,53       | 722      |
| Mörschbach                           | 5,82       | 341      |
| Mutterschied                         | 3,07       | 460      |
| Nannhausen                           | 6,05       | 614      |
| Neuerkirch                           | 5,28       | 314      |
| Niederkumbd                          | 2,27       | 322      |
| Ohlweiler                            | 3,93       | 329      |
| Oppertshausen                        | 1,52       | 122      |
| Pleizenhausen                        | 4,03       | 297      |
| Ravengiersburg                       | 6,29       | 320      |
| Rayerschied                          | 2,51       | 101      |
| Reich                                | 4,76       | 340      |
| Rheinböllen, città                   | 16,33      | 4 150    |
| Riegenroth                           | 3,14       | 228      |
| Riesweiler                           | 16,81      | 773      |
| Sargenroth                           | 12,61      | 428      |
| Schnorbach                           | 3,42       | 257      |
| Schönborn                            | 3,90       | 271      |
| Simmern/Hunsrück, città              | 11,96      | 7 874    |
| Steinbach                            | 2,60       | 138      |
| Tiefenbach                           | 5,79       | 745      |
| Wahlbach                             | 4,34       | 173      |
| Wüschheim                            | 3,90       | 307      |
| Verbandsgemeinde Simmern-Rheinböllen | 274,17     | 28 817   |

(Abitanti al 31 dicembre 2021)